# Aphelinus fulvus
Aphelinus fulvus är en stekelart som beskrevs av Yasnosh 1963. Aphelinus fulvus ingår i släktet Aphelinus och familjen växtlussteklar. Inga underarter finns listade i Catalogue of Life.